# 청라 더샵 레이크파크
청라 더샵 레이크파크(영어: Cheongna The Sharp Lake Park)는 대한민국 인천광역시 서구 청라국제도시에 위치한 주상복합 아파트 단지다. 2009년에 조감도가 공개되었고 2010년에 착공하여 2013년 4월 1일에 완공하였고 같은 해 4월 25일에 개장 및 입주하였다.

## 역사
청라지구에 공급되는 아파트를 분양한다. 2009년 조감도가 공개되었다. 같은 해 12월 인천경제자유구역 청라국제도시에 최고층 아파트를 분양한다. 12월 17일 청약접수를 실시했고 12월 23일 1순위 청약에 들어갔다. 2010년에 착공하고 2013년 4월 1일에 완공하였고 그 이후 청라국제도시에서 가장 높은 아파트가 되었다. 같은 해 4월 25일에 개장했고 입주가 시작되었다.

## 단지 구성
다음은 청라 더샵 레이크파크의 단지 구성이다.
| 동 명칭 | 층수 | 높이 |
| ------- | ---- | ---- |
| 451동   | 58층 | 193m |
| 452동   | 51층 | 189m |
| 453동   | 49층 | 188m |
| 454동   | 48층 | 185m |

## 높이
아파트 층수는 높이마다 다른데 이 아파트의 최고 층수는 451동 58층이고 최고 높이는 451동 193m이다. 청라 더샵 레이크파크 451동(58층, 193m)가 완공된 후에는 청라국제도시에서 가장 높은 건물이 되었다. 청라 엑슬루 타워(102동, 103동 55층, 190m)보다 높게 건설하여 2013년에 완공했다.

## 특징
총 766세대로 구성된 아파트다. 난방방식은 지역난방, 열병합이다. 방수/욕실수는 3개/2개가 있는 아파트가 있고 각각 4개씩이 있는 아파트가 있다. 지상 26층~30층에는 스카이라운지가 있다. 주민시설과 상업시설이 있다. 주차대수는 총 1,321대(세대당 1.72대)다. 환경은 청라호수공원이 있고 호수공원 조망이 가능하다. 주변에는 청라호수도서관 등이 있다. 청라시티타워가 공사중이다.

## 내부 시설

### 451동
| 층수        | 용도       |
| ----------- | ---------- |
| 31층 ~ 58층 | 아파트     |
| 30층        | 피난구역   |
| 2층 ~ 29층  | 아파트     |
| 1층         | 로비       |
| 지하 1층    | 지하주차장 |

### 452동
| 층수        | 용도       |
| ----------- | ---------- |
| 29층 ~ 51층 | 아파트     |
| 28층        | 피난구역   |
| 2층 ~ 27층  | 아파트     |
| 1층         | 로비       |
| 지하 1층    | 지하주차장 |

### 453동
| 층수        | 용도       |
| ----------- | ---------- |
| 28층 ~ 49층 | 아파트     |
| 27층        | 피난구역   |
| 2층 ~ 26층  | 아파트     |
| 1층         | 로비       |
| 지하 1층    | 지하주차장 |

### 454동
| 층수        | 용도       |
| ----------- | ---------- |
| 27층 ~ 48층 | 아파트     |
| 26층        | 피난구역   |
| 2층 ~ 25층  | 아파트     |
| 1층         | 로비       |
| 지하 1층    | 지하주차장 |

## 화재
- 2018년 6월 17일  451동 실외기실에서 화재가 발생하여 55명이 긴급 대피했지만 인명피해는 없었다

## 교통
- ● 서울 지하철 7호선 - 청라시티타워역(2027년 예정)

## 같이 보기
- 청라 대우 푸르지오
- 대한민국의 마천루 목록
- 인천광역시의 마천루 목록